# 2024年の相撲
2024年の相撲（2024ねんのすもう）では、2024年（令和6年）の相撲関連の出来事についてまとめる。
2023年-2024年-2025年

## できごと

### 1月
- 26日 - 【大相撲】日本相撲協会が理事候補選挙（定数10。外部理事除く）と副理事候補選挙（定数3）の立候補受け付けを行い、両選挙ともに立候補者数と定数が同数だったため、全立候補者の無投票での当選が決定した[1]。
- 28日 - 【大相撲】1月場所はこの日に千秋楽を迎え、幕内は横綱照ノ富士が関脇琴ノ若との優勝決定戦を制し、4場所ぶり9回目の優勝を果たした[2]。1月場所での幕内最高優勝は自身初めてで、これにより史上11人目となる全6場所制覇を達成した[3]。
- 31日 - 【大相撲】日本相撲協会が臨時理事会と3月場所の番付編成会議を開き、関脇琴ノ若の大関昇進を決定した[4]。

### 2月
- 11日
  - 【アマチュア】小学生から高校生までの女子を対象とした相撲大会「女子ドリームガールズ杯」が初開催された[5]。
- 23日
  - 【大相撲】日本相撲協会が東京・両国国技館で臨時理事会を開催、年寄・宮城野（元横綱・白鵬）に対して、弟子である幕内・北青鵬が若い衆へ対し殺虫剤やバーナーを使って火であぶったり、まわしの切れ端を重ねて作った棒でたたくなど、1年以上暴力行為を続けていたこと、およびそれらの暴行を把握しながら協会のコンプライアンスの担当理事への報告を怠った上、協会の調査に部外者を関与させるなどして妨害した件等につき監督責任を問い、2階級降格と減俸の懲戒処分を決めた。これを受け、宮城野は委員から最下位（再雇用者の参与を除く）の年寄に落ちた上、師匠としての素養や自覚が大きく欠如しているとして、宮城野部屋について3月場所は所属する伊勢ヶ濱一門の中で任命された師匠代行が監督すること、また4月以降も伊勢ヶ濱一門が宮城野部屋を預かり宮城野親方に対し、師匠・親方としての指導と教育を行うことを検討することなどを併せて決定した。また北青鵬本人については引退届を受理したが、引退勧告相当事案であったことを確認した[6][7]。
  - 【大相撲】日本相撲協会は、2023年12月に師匠の20代錣山（元関脇・寺尾）が死去した錣山部屋について、師匠代行の19代立田川（元小結・豊真将）が名跡を「錣山」に変更して継承することを承認した[8]。
- 27日 - 【大相撲】日本相撲協会は、宮城野部屋の師匠代行に、大島部屋付きの18代玉垣（元小結・智ノ花）が就任すると発表した[9]。

### 3月
- 20日 - 【大相撲】3月場所11日目のこの日に、新入幕の尊富士が初日から11連勝とした。新入幕の初日からの連勝記録としては、1場所15日制が定着した1949年以降では1960年1月場所の大鵬と並び史上1位タイとなった[10]。
- 21日 - 【大相撲】新入幕尊富士の連勝記録がこの日に11でストップし、1949年以降の新入幕力士としては史上1位となる初日からの連勝記録を更新することはできなかった[11]。
- 24日 - 【大相撲】3月場所はこの日に千秋楽を迎え、幕内は尊富士が13勝2敗で初優勝を果たした。新入幕力士による優勝は1914年5月場所の両國以来110年ぶり。初土俵から所要10場所での幕内最高優勝は史上最速[12]。また、尊富士は2000年11月場所の琴光喜以来24年ぶり史上6人目、新入幕力士としては1973年9月場所の大錦以来51年ぶり史上2人目となる三賞総なめとなった[13]。
- 25日 - 【大相撲】日本相撲協会は2年に1度の役員改選に伴い、東京・両国国技館で評議員会を開き、以下の親方10人の新理事就任を承認した。うち高田川、勝ノ浦、浅香山の3名が新任、他の7名は再任となる。また新理事らによる互選により、現理事長の八角が理事長に再選された[14]。

出羽海一門
・春日野（元関脇・栃乃和歌）
・出羽海（元幕内・小城乃花）
・境川（元小結・両国）
二所ノ関一門
・芝田山（元横綱・大乃国）
・佐渡ヶ嶽（元関脇・琴ノ若）
・高田川（元関脇・安芸乃島）
高砂一門
・八角（元横綱・北勝海）
時津風一門
・伊勢ノ海（元幕内・北勝鬨）
・勝ノ浦（元幕内・起利錦）
伊勢ヶ濱一門
・浅香山（元大関・魁皇）
- 28日
  - 【大相撲】日本相撲協会は、伊勢ヶ濱一門預かりとなり、3月場所中には玉垣（元小結・智ノ花）が師匠代行していた宮城野部屋の受け入れ先を伊勢ヶ濱部屋に正式に決定、同一門預かりとなる期間は同年4月から無期限とし、毎場所ごとに日本相撲協会の執行部が9代伊勢ヶ濱（元横綱・旭富士）と15代浅香山（元大関・魁皇）から報告を受けることを併せて決定した[15]。
  - 【大相撲】日本相撲協会の理事会にて、師匠の陸奥（元大関・霧島一博）が4月3日に65歳定年を迎える陸奥部屋の4月2日付での閉鎖と、同じ時津風一門の各部屋への転籍などを以下の通り承認した[16]。

・音羽山部屋 - 大関・霧島鐵力、参与・陸奥、若者頭・福ノ里、世話人・勇輝、呼出・慎、床山・床大
・荒汐部屋 - 浦風（元幕内・敷島）、三段目・神谷、序二段・霧乃華
・伊勢ノ海部屋 - 序二段・日煌
・追手風部屋 - 立田山（元幕内・薩洲洋）

### 4月
- 16日 - 【大相撲】1962年以来62年ぶりとなる勧進相撲が国技館で開催された。収益の全額が能登半島地震の被災地へ寄付される[17]。
- 17日 - 【大相撲】18代振分（元幕内・佐田の富士）が日本相撲協会を退職した[18]。
- 30日 - 【大相撲】5月場所の番付が発表され、大関・琴ノ若が「琴櫻」に改名した[19]。

### 5月
- 11日 - 【大相撲】8代尾車（元大関・琴風）が日本相撲協会を退職した[20]。
- 17日 - 【大相撲】元幕内・琴恵光が引退し、年寄「尾車」を襲名した[21]。
- 19日 - 【大相撲】大関霧島の大関陥落が決定した。1勝5敗の成績で6日目から休場していたが、この日編成された9日目の割に入らず、霧島は2場所連続の負け越しが決定した[22]。
- 26日 - 【大相撲】5月場所はこの日に千秋楽を迎え、幕内は小結大の里が12勝3敗で初優勝を果たした。幕下付出から所要7場所での幕内最高優勝は史上最速[23]。
- 27日 - 【大相撲】17代出来山（元幕内・寶智山）が、年寄名跡を「立田川」に変更した[24]。
- 30日 - 【大相撲】日本相撲協会が理事会を開き、以下の案件を承認した。
  - 6月1日付で13代中村（元関脇・嘉風）が中村部屋を新設し[25]、現在二所ノ関部屋に所属する中村と以下の10名が移籍する[26]。
    - 前頭・友風、幕下（7月場所十両昇進予定）・嘉陽、幕下・宮城、三段目・阿龍、三段目・龍王、三段目・西田、三段目・和気の里、序二段・加藤、呼び出し・禄郎、床山・床香澄

  - 日本体育大学相撲部出身で2023年の全日本選手権で3位に入った石崎涼馬（高砂部屋）と、日本大学相撲部出身で、2023年の国体成年の部、個人戦で優勝した川渕一意（木瀬部屋）の2人を幕下最下位格とする[27]。

### 6月
- 3日 - 【大相撲】日本相撲協会は、元十両・千代の海の引退を発表した[28]。
- 28日 - 【大相撲】日本相撲協会は、元十両・王輝の引退を発表した[29]。

### 7月
- 1日 - 【大相撲】日本相撲協会は、年寄・湊川（元小結・大徹）が6月30日付で日本相撲協会を退職したことを発表した[30]。
- 17日 - 【大相撲】この日、聡ノ富士が、江戸の華と並ぶ史上最多記録となる、通算637回目の弓取式を務めた[31]。
- 26日 - 【大相撲】この日、角番の大関貴景勝の2場所連続負け越しと2度目の大関陥落が決定した[32]。また、この場所で大関から関脇に陥落した霧島もこの日に6敗目を喫して、この場所後の大関復帰の可能性が消滅した[33]。
- 28日 - 【大相撲】7月場所はこの日に千秋楽を迎え、幕内は横綱照ノ富士が平幕隆の勝との優勝決定戦を制し、3場所ぶり10度目の幕内最高優勝を果たした[34]。

### 8月
- 1日
  - 【大相撲】日本相撲協会は、年寄・桐山（元幕内・旭日松）が7月29日付で年寄「振分」に名跡を変更したと発表した[35]。
  - 【大相撲】日本相撲協会は、三役格行司の3代木村容堂が、9月場所番付発表日の8月25日付で立行司に昇進し、42代式守伊之助を襲名すると発表した[36]。

### 9月
- 10日 - 【大相撲】幕内玉鷲の初土俵以来の通算連続出場がこの日で1631回となり、史上最長記録を更新した[37]。
- 12日 - 【大相撲】この場所で大関から関脇に陥落し、10勝を挙げれば大関復帰が可能だった貴景勝が、この場所後に大関に復帰できないことが確定した[38]。
- 20日 - 【大相撲】日本相撲協会は、関脇・貴景勝が現役引退し、年寄・湊川を襲名したことを発表[39]。
- 21日 - 【大相撲】9月場所14日目のこの日、関脇大の里の2場所ぶり2度目の幕内最高優勝が決定した[40]。
- 22日 - 【大相撲】年寄・19代振分（元幕内・旭日松）が、日本相撲協会を退職した[41]。
- 24日
  - 【大相撲】元関脇・妙義龍が引退し、年寄「振分」を襲名した[42]。
  - 【大相撲】元関脇・碧山が引退し、年寄「岩友」を襲名した[43]。
- 25日 - 【大相撲】日本相撲協会が臨時理事会と番付編成会議を開き、関脇大の里の大関昇進を決定した。初土俵から所要9場所、新入幕から所要5場所での大関昇進は、いずれも昭和以降最速となった[44]。
- 26日 - 【大相撲】日本相撲協会が理事会を開き、以下の案件を承認した。
  - 10月19日付で14代秀ノ山（元大関・琴奨菊）が秀ノ山部屋を新設し、佐渡ヶ嶽部屋から秀ノ山と力士4人が転属する[45]。
  - 12月23日（2025年1月場所番付発表日）付で立行司の42代式守伊之助が39代木村庄之助を襲名し、三役格行司の15代木村庄太郎が立行司に昇進して43代式守伊之助を襲名する。その他、行司6人と床山4人の昇進も決まった[46]。

### 11月
- 11月2日 - 日本相撲協会は、11月場所の入場券が1996年以来28年ぶりに15日間完売したことを発表。年6場所全90日間の完売は28年ぶり[47]。
- 20日 - 【大相撲】11月場所11日目、平戸海を相手に宇良が2度の取り直しを制した。1日3番は極めて異例[48]。
- 24日 - 【大相撲】11月場所はこの日に千秋楽を迎えて、幕内では大関琴櫻が大関豊昇龍との相星決戦を制し、14勝1敗で初優勝を果たした[49]。

### 12月
- 4日 - 【大相撲】日本相撲協会は、イギリス・ロンドンのロイヤル・アルバート・ホールで2025年10月15日から19日に1991年以来34年ぶりとなるロンドン公演を開催することを発表した[50][51]。
- 18日 - 【大相撲】元小結・阿武咲が現役を引退した[52]。

## 競技結果

### 大相撲

#### 本場所

##### 一月場所（初場所）
国技館（東京都）を会場に、2024年（令和6年）1月14日から1月28日までの15日間開催された。番付発表は2023年（令和5年）12月25日。
| タイトル     | タイトル     | 人物（所属部屋 出身地） - 成績                                                                        |
| ------------ | ------------ | --- |
| 幕内最高優勝 | 幕内最高優勝 | 照ノ富士春雄（伊勢ヶ濱部屋 モンゴル・ウランバートル出身） - 13勝2敗（4場所ぶり9回目） ※優勝決定戦勝利 |
| 三賞         | 殊勲賞       | 若元春港（荒汐部屋 福島県福島市出身） - 10勝5敗（初受賞）                                             |
| 三賞         | 敢闘賞       | 大の里泰輝（二所ノ関部屋 石川県河北郡津幡町出身） - 11勝4敗（初受賞）                                 |
| 三賞         | 技能賞       | 琴ノ若傑太（佐渡ヶ嶽部屋 千葉県松戸市出身） - 13勝2敗（初受賞）                                       |
| 十両優勝     | 十両優勝     | 尊富士弥輝也（伊勢ヶ濱部屋 青森県五所川原市出身） - 13勝2敗                                           |
| 幕下優勝     | 幕下優勝     | 若隆景渥（荒汐部屋 福島県福島市出身） - 7戦全勝                                                       |
| 三段目優勝   | 三段目優勝   | 藤青雲龍輝（藤島部屋 熊本県熊本市西区出身） - 7戦全勝                                                 |
| 序二段優勝   | 序二段優勝   | 安青錦新大（安治川部屋 ウクライナ・ヴィーンヌィツャ出身） - 7戦全勝 ※優勝決定戦勝利                   |
| 序ノ口優勝   | 序ノ口優勝   | 安響力響（安治川部屋 青森県つがる市出身） - 7戦全勝                                                   |

##### 三月場所（春場所・大阪場所）
エディオンアリーナ大阪（大阪府大阪市）を会場に、3月10日から3月24日までの15日間開催された。番付発表は2月26日。
| タイトル     | タイトル     | 人物（所属部屋 出身地） - 成績 |
| ------------ | ------------ | --- |
| 幕内最高優勝 | 幕内最高優勝 | 尊富士弥輝也（伊勢ヶ濱部屋 青森県五所川原市出身） - 13勝2敗（初優勝）                                                                               |
| 三賞         | 殊勲賞       | 尊富士弥輝也（伊勢ヶ濱部屋 青森県五所川原市出身） - 13勝2敗（初受賞）                                                                               |
| 三賞         | 敢闘賞       | 大の里泰輝（二所ノ関部屋 石川県河北郡津幡町出身） - 11勝4敗（2場所連続2回目） 尊富士弥輝也（伊勢ヶ濱部屋 青森県五所川原市出身） - 13勝2敗（初受賞） |
| 三賞         | 技能賞       | 大の里泰輝（二所ノ関部屋 石川県河北郡津幡町出身） - 11勝4敗（初受賞） 尊富士弥輝也（伊勢ヶ濱部屋 青森県五所川原市出身） - 13勝2敗（初受賞）         |
| 十両優勝     | 十両優勝     | 水戸龍聖之（錦戸部屋 モンゴル・ウランバートル出身） - 12勝3敗                                                                                       |
| 幕下優勝     | 幕下優勝     | 風賢央厳太（押尾川部屋 愛媛県西予市出身） - 7戦全勝                                                                                                 |
| 三段目優勝   | 三段目優勝   | 長村晃宏（木瀬部屋 宮崎県延岡市出身） - 7戦全勝 |
| 序二段優勝   | 序二段優勝   | 栃丸正典（春日野部屋 東京都練馬区出身） - 7戦全勝 ※優勝決定戦勝利                                                                                   |
| 序ノ口優勝   | 序ノ口優勝   | 千代大牙将紀（九重部屋 大阪府大東市出身） - 7戦全勝                                                                                                 |

##### 五月場所（夏場所）
国技館（東京都）を会場に、5月12日から5月26日までの15日間開催された。番付発表は4月30日。
| タイトル     | タイトル     | 人物（所属部屋 出身地） - 成績                                                |
| ------------ | ------------ | ----------------------------------------------------------------------------- |
| 幕内最高優勝 | 幕内最高優勝 | 大の里泰輝（二所ノ関部屋 石川県河北郡津幡町出身） - 12勝3敗（初優勝）         |
| 三賞         | 殊勲賞       | 大の里泰輝（二所ノ関部屋 石川県河北郡津幡町出身） - 12勝3敗（初受賞）         |
| 三賞         | 敢闘賞       | 欧勝馬出気（鳴戸部屋 モンゴル・トブ出身） - 10勝5敗（初受賞）                 |
| 三賞         | 技能賞       | 大の里泰輝（二所ノ関部屋 石川県河北郡津幡町出身） - 12勝3敗（2場所連続2回目） |
| 十両優勝     | 十両優勝     | 若隆景渥（荒汐部屋 福島県福島市出身） - 14勝1敗                               |
| 幕下優勝     | 幕下優勝     | 藤青雲龍輝（藤島部屋 熊本県熊本市西区出身） - 7戦全勝                         |
| 三段目優勝   | 三段目優勝   | 旭海雄蓮（大島部屋 モンゴル・バヤンホンゴル出身） - 7戦全勝 ※優勝決定戦勝利   |
| 序二段優勝   | 序二段優勝   | 朝東恒汰（高砂部屋 高知県四万十市出身） - 7戦全勝                             |
| 序ノ口優勝   | 序ノ口優勝   | 野田典雅（藤島部屋 和歌山県有田市出身） - 6勝1敗 ※優勝決定戦勝利              |

##### 七月場所（名古屋場所）
ドルフィンズアリーナ（愛知県名古屋市）を会場に、7月14日から7月28日までの15日間開催された。番付発表は7月1日。
| タイトル     | タイトル     | 人物（所属部屋 出身地） - 成績                                                                         |
| ------------ | ------------ | --- |
| 幕内最高優勝 | 幕内最高優勝 | 照ノ富士春雄（伊勢ヶ濱部屋 モンゴル・ウランバートル出身） - 12勝3敗（3場所ぶり10回目） ※優勝決定戦勝利 |
| 三賞         | 殊勲賞       | 大の里泰輝（二所ノ関部屋 石川県河北郡津幡町出身） - 9勝6敗（2場所連続2回目）                           |
| 三賞         | 敢闘賞       | 隆の勝伸明（常盤山部屋 千葉県柏市出身） - 12勝3敗（16場所ぶり3回目）                                   |
| 三賞         | 技能賞       | 平戸海雄貴（境川部屋 長崎県平戸市出身） - 10勝5敗（初受賞）                                            |
| 十両優勝     | 十両優勝     | 白熊優太（二所ノ関部屋 福島県須賀川市出身） - 12勝3敗                                                  |
| 幕下優勝     | 幕下優勝     | 大青山大介（荒汐部屋 中国・内モンゴル自治区フフホト市出身） - 7戦全勝                                  |
| 三段目優勝   | 三段目優勝   | 伊波興輝（尾上部屋 鹿児島県奄美市出身） - 7戦全勝                                                      |
| 序二段優勝   | 序二段優勝   | 聖白鵬出海（伊勢ヶ濱部屋 モンゴル・ウランバートル出身） - 7戦全勝                                      |
| 序ノ口優勝   | 序ノ口優勝   | 清水海光星（境川部屋 高知県土佐清水市出身） - 7戦全勝                                                  |

愛知県体育館（ドルフィンズアリーナ）の老朽化に伴い、同体育館での本場所開催は本年をもって終了し、2025年以降は愛知国際アリーナ（IGアリーナ）で開催する予定である。

##### 九月場所（秋場所）
国技館（東京都）を会場に、9月8日から9月22日までの15日間開催された。番付発表は8月26日。
| タイトル     | タイトル     | 人物（所属部屋 出身地） - 成績 |
| ------------ | ------------ | --- |
| 幕内最高優勝 | 幕内最高優勝 | 大の里泰輝（二所ノ関部屋 石川県河北郡津幡町出身） - 13勝2敗（2場所ぶり2回目）                                                               |
| 三賞         | 殊勲賞       | 若隆景渥（荒汐部屋 福島県福島市出身） - 12勝3敗（初受賞）                                                                                   |
| 三賞         | 敢闘賞       | 大の里泰輝（二所ノ関部屋 石川県河北郡津幡町出身） - 13勝2敗（3場所ぶり3回目） 錦木徹也（伊勢ノ海部屋 岩手県盛岡市出身） - 11勝4敗（初受賞） |
| 三賞         | 技能賞       | 大の里泰輝（二所ノ関部屋 石川県河北郡津幡町出身） - 13勝2敗（2場所ぶり3回目）                                                               |
| 十両優勝     | 十両優勝     | 尊富士弥輝也（伊勢ヶ濱部屋 青森県五所川原市出身） - 13勝2敗                                                                                 |
| 幕下優勝     | 幕下優勝     | 羽出山将（玉ノ井部屋 東京都東村山市出身） - 7戦全勝                                                                                         |
| 三段目優勝   | 三段目優勝   | 川副圭太（伊勢ヶ濱部屋 熊本県宇土市出身） - 7戦全勝                                                                                         |
| 序二段優勝   | 序二段優勝   | 清水海光星（境川部屋 高知県土佐清水市出身） - 7戦全勝 ※優勝決定戦勝利                                                                       |
| 序ノ口優勝   | 序ノ口優勝   | 豪聖山穣（武隈部屋 モンゴル・ウランバートル出身） - 7戦全勝                                                                                 |

##### 十一月場所（九州場所）
福岡国際センター（福岡県福岡市）を会場に、11月10日から11月24日までの15日間開催された。番付発表は10月28日。
| タイトル     | タイトル     | 人物（所属部屋 出身地） - 成績                                      |
| ------------ | ------------ | ------------------------------------------------------------------- |
| 幕内最高優勝 | 幕内最高優勝 | 琴櫻将傑（佐渡ヶ嶽部屋 千葉県松戸市出身） - 14勝1敗（初優勝）       |
| 三賞         | 殊勲賞       | 阿炎政虎（錣山部屋 埼玉県越谷市出身） - 11勝4敗（17場所ぶり2回目）  |
| 三賞         | 敢闘賞       | 隆の勝伸明（常盤山部屋 千葉県柏市出身） - 11勝4敗（3場所ぶり4回目） |
| 三賞         | 技能賞       | 若隆景渥（荒汐部屋 福島県福島市出身） - 10勝5敗（13場所ぶり5回目）  |
| 十両優勝     | 十両優勝     | 金峰山晴樹（木瀬部屋 カザフスタン・アルマトイ出身） - 12勝3敗       |
| 幕下優勝     | 幕下優勝     | 長内孝樹（高砂部屋 青森県北津軽郡鶴田町出身） - 7戦全勝             |
| 三段目優勝   | 三段目優勝   | 藤闘志隆稀（藤島部屋 埼玉県上尾市出身） - 7戦全勝                   |
| 序二段優勝   | 序二段優勝   | 錦国貴就（芝田山部屋 山口県岩国市出身） - 7戦全勝 ※優勝決定戦勝利   |
| 序ノ口優勝   | 序ノ口優勝   | 豪ノ湖瞬佑（武隈部屋 滋賀県近江八幡市出身） - 7戦全勝               |

##### 年間最多勝
- 琴櫻将傑（66勝24敗・初）

#### 巡業

##### 春巡業
春巡業は3月31日から4月28日までの計20日間開催された。4月6日は石川県七尾市で開催される予定だったが、能登半島地震の影響を考慮し、開催見送りとなった。
- 3月31日 - 第69回神宮奉納大相撲（三重県・伊勢神宮相撲場）[60]
  - 幕内力士トーナメント戦士権優勝：琴ノ若傑太
- 4月1日 - 大相撲箕面万博場所（大阪府・スカイアリーナ）[61]
- 4月2日 - 大相撲浜坂場所（兵庫県・新温泉町立浜坂中学校体育館）[62]
- 4月3日 - 大相撲一宮場所（愛知県・一宮市総合体育館いちい信金アリーナ）[63]
- 4月4日 - 犬山市制70周年記念 大相撲犬山場所（愛知県・エナジーサポートアリーナ）[64]
- 4月5日 - 大相撲福井場所（福井県・福井県営体育館）[65]
- 4月7日 - 大相撲富山場所（富山県・富山市総合体育館）[66]
- 4月11日 - 御殿場市制70周年記念 大相撲御殿場場所（静岡県・御殿場市体育館）[67]
- 4月12日 - 大相撲川越場所（埼玉県・川越運動公園総合体育館）[68]
- 4月13日 - 第29回大相撲藤沢場所（神奈川県・藤沢市秋葉台文化体育館）[69]
  - 幕内トーナメント優勝：琴ノ若傑太
- 4月14日 - 大相撲さいたまスーパーアリーナ場所（埼玉県・さいたまスーパーアリーナ）[70]
- 4月15日 - 靖国神社奉納大相撲（東京都・靖国神社相撲場）[71]
- 4月18日 - 大相撲浦安場所（千葉県・バルドラール浦安アリーナ）[72]
- 4月19日 - 大相撲川崎場所（神奈川県・川崎市とどろきアリーナ）[73]
- 4月20日 - 日産神奈川設立記念 大相撲横浜アリーナ場所（神奈川県・横浜アリーナ）[74]
- 4月21日 - 大相撲ぐんま場所（群馬県・ALSOKぐんま武道館）[75]
- 4月25日 - 大相撲木更津場所（千葉県・木更津市民体育館）[76]
- 4月26日 - 大相撲水戸場所（茨城県・アダストリアみとアリーナ）[77]
- 4月27日 - 大相撲所沢場所（埼玉県・所沢市民体育館）[78]
- 4月28日 - 渋沢栄一一万円札発行記念 大相撲深谷場所（埼玉県・深谷ビッグタートル）[79]

##### 夏巡業
夏巡業は8月4日から8月25日までの計19日間開催された。
- 8月4日 - 大相撲佐久場所（長野県・長野県立武道館）[80]
- 8月5日 - 大相撲砺波場所（富山県・富山県西部体育センター）[81]
- 8月6日 - 大相撲岐阜場所（岐阜県・岐阜メモリアルセンター で愛ドーム）[82]
- 8月7日 - 大相撲藤枝場所（静岡県・静岡県武道館）[83]
- 8月8日 - 大相撲立川立飛場所（東京都・アリーナ立川立飛）[84]
- 8月9日 - 大相撲日立場所（茨城県・日立市池の川さくらアリーナ）[85]
- 8月10日 - 大相撲いわき場所（福島県・いわき市立総合体育館）[86]
- 8月11日 - 大相撲尾花沢場所（山形県・尾花沢市文化体育施設サルナート）[87]
- 8月12日・13日 - 東日本大震災復興支援 大相撲仙台場所（宮城県・本山製作所青葉アリーナ）[88]
- 8月14日 - 大相撲花巻場所（岩手県・花巻市総合体育館）[89]
- 8月15日 - 大相撲青森場所（青森県・マエダアリーナ）[90]
- 8月17日・18日 - 大相撲札幌場所（北海道・つどーむ）[91]
- 8月21日 - つがる市制20周年記念 大相撲つがる場所（青森県・伊藤鉱業アリーナつがる）[92]
- 8月22日 - 大相撲福島場所（福島県・福島トヨタクラウンアリーナ）[93]
- 8月23日 - 大相撲城南大田場所（東京都・日本工学院アリーナ）[94]
- 8月24日 - スカイアリーナ座間開館30周年記念 大相撲座間場所（神奈川県・スカイアリーナ座間）[95]
- 8月25日 - 大相撲横須賀場所（神奈川県・横須賀アリーナ）[96]

##### 秋巡業
秋巡業は10月1日から10月27日までの計25日間開催された。
- 10月1日 - 大相撲足立場所（東京都・東京武道館）[97]
- 10月2日 - 相模原市制70周年記念 大相撲相模原場所（神奈川県・相模原ギオンアリーナ）[98]
- 10月3日 - 大相撲柏場所（千葉県・柏市中央体育館）[99]
- 10月4日 - 大相撲足利場所（栃木県・FUKAI SQUARE GARDEN 足利）[100]
- 10月5日 - 大相撲三条場所（新潟県・三条市体育文化会館）[101]
- 10月6日 - がんばろう!能登 大相撲金沢場所（石川県・金沢市総合体育館）[102]
- 10月7日 - 大相撲高岡場所（富山県・高岡市竹平記念体育館）[103]
- 10月8日 - 大相撲魚津場所（富山県・ありそドーム）[104]
- 10月9日 - 大相撲彦根場所（滋賀県・プロシードアリーナHIKONE）[105]
- 10月10日 - 東海市制55周年記念 大相撲東海場所（愛知県・東海市民体育館）[106]
- 10月12日 - 大相撲静岡場所（静岡県・このはなアリーナ）[107]
- 10月13日 - 大相撲遠州吉田場所（静岡県・吉田町総合体育館）[108]
- 10月14日 - 常滑市制70周年記念 大相撲常滑場所（愛知県・常滑市体育館）[109]
- 10月16日 - 大相撲豊橋場所（愛知県・豊橋市総合体育館）[110]
- 10月17日 - 大相撲京都場所（京都府・かたおかアリーナ京都）[111]
- 10月18日 - 大相撲神戸場所（兵庫県・グリーンアリーナ神戸）[112]
- 10月19日 - 大相撲なにわ万博門真場所（大阪府・東和薬品RACTABドーム）[113]
- 10月20日 - 大相撲和歌山場所（和歌山県・和歌山ビッグホエール）[114]
- 10月21日 - 大相撲那賀場所（徳島県・とくぎんトモニアリーナ那賀）[115]
- 10月22日 - 西条市合併20周年記念 大相撲西条場所（愛媛県・西条市総合体育館）[116]
- 10月23日 - 大相撲丸亀場所（香川県・丸亀市民体育館）[117]
- 10月24日 - 姫路城・昭和の大修理完成60周年記念 大相撲姫路場所（兵庫県・ヴィクトリーナ・ウインク体育館）[118]
- 10月25日 - 大相撲岡山浦安場所（岡山県・岡山市総合文化体育館）[119]
- 10月26日 - 大相撲広島場所（広島県・マエダハウジング東区スポーツセンター）[120]
- 10月27日 - 大相撲倉敷場所（岡山県・水島緑地福田公園体育館）[121]

##### 冬巡業
冬巡業は12月1日から12月21日までの計15日間開催された。
- 12月1日 - 大相撲都城場所（宮崎県・早水公園体育文化センター）[122]
- 12月3日 - 西原村熊本地震復興記念巡業 大相撲西原場所（熊本県・西原村総合体育館）[123]
- 12月4日 - 大相撲長崎場所（長崎県・HAPPINESS ARENA）[124]
- 12月5日 - 佐賀新聞創刊140周年記念 大相撲玄海場所（佐賀県・玄海町社会体育館）[125]
- 12月6日 - おおむたアリーナ開館記念 大相撲大牟田場所（福岡県・おおむたアリーナ）[126]
- 12月7日 - 別府市制100周年記念 大相撲別府場所（大分県・別府国際コンベンションセンター ビーコンプラザ）[127]
- 12月8日 - 大相撲北九州場所（福岡県・北九州市立総合体育館）[128]
- 12月10日 - 大相撲下関場所（山口県・J:COMアリーナ下関）[129]
- 12月11日 - 大相撲播州赤穂場所（兵庫県・品川リフラ赤穂市民総合体育館）[130]
- 12月12日・13日 - 宝塚市制70周年記念 大相撲宝塚場所（兵庫県・宝塚市立スポーツセンター体育館）[131]
- 12月14日 - 大相撲吹田万博場所（大阪府・大和アリーナ）[132]
- 12月15日 - 大相撲河内長野場所（大阪府・河内長野市立市民総合体育館）[133]
- 12月17日 - 三重テレビ開局55周年記念 大相撲津場所（三重県・日硝ハイウエーアリーナ）[134]
- 12月21日 - 沖縄市市制50周年記念 大相撲沖縄場所（沖縄県・沖縄アリーナ）[135]

#### その他

##### 昇格
- 1月31日 - 関脇・琴ノ若が大関に昇進[4]。
- 9月25日 - 関脇・大の里が大関に昇進[44]。

##### 新弟子検査合格者
四股名が太字の者は現役力士。最高位は引退力士のみ記載。
| 場所     | 人数 | 主な合格者 | 四股名   | 最高位   | 最終場所 | 備考             |
| -------- | ---- | ---------- | -------- | -------- | -------- | ---------------- |
| 1月場所  | 11人 |            |          |          |          |                  |
| 3月場所  | 27人 |            |          |          |          |                  |
| 5月場所  | 10人 | 草野直哉   | 草野直哉 | （現役） | （現役） | 幕下60枚目格付出 |
| 7月場所  | 4人  |            |          |          |          |                  |
| 9月場所  | 1人  | 三田大生   | 三田大生 | （現役） | （現役） | 幕下60枚目格付出 |
| 11月場所 | 9人  |            |          |          |          |                  |

##### 引退
| 場所     | 人数 | 主な引退力士   | 最高位     | 初土俵                            | 備考                   |
| -------- | ---- | -------------- | ---------- | --------------------------------- | ---------------------- |
| 1月場所  | 17人 | 東龍強         | 前頭11枚目 | 2009年1月場所                     | [ 143 ]                |
| 1月場所  | 17人 | 千代嵐慶喜     | 十両10枚目 | 2007年3月場所                     | [ 144 ]                |
| 3月場所  | 17人 | 照強翔輝       | 前頭3枚目  | 2010年3月場所                     | [ 146 ]                |
| 3月場所  | 17人 | 北青鵬治       | 前頭6枚目  | 2020年3月場所                     | [ 147 ]                |
| 3月場所  | 17人 | 慶天海孔晴     | 十両11枚目 | 2008年1月場所                     | [ 148 ]                |
| 5月場所  | 13人 | 琴恵光充憲     | 前頭4枚目  | 2007年3月場所                     | 年寄「尾車」襲名       |
| 7月場所  | 11人 | 朝弁慶大吉     | 十両7枚目  | 2007年3月場所                     | [ 151 ]                |
| 7月場所  | 11人 | 千代の海明太郎 | 十両8枚目  | 2015年5月場所                     | [ 152 ]                |
| 7月場所  | 11人 | 王輝嘉助       | 十両13枚目 | 2013年7月場所                     | [ 153 ]                |
| 9月場所  | 11人 | 貴景勝貴信     | 大関       | 2014年9月場所                     | 年寄「湊川」襲名       |
| 9月場所  | 11人 | 妙義龍泰成     | 関脇       | 2009年5月場所（幕下15枚目格付出） | 年寄「振分」襲名       |
| 9月場所  | 11人 | 碧山亘右       | 関脇       | 2009年7月場所                     | 年寄「岩友」襲名       |
| 9月場所  | 11人 | 大成道喜悌     | 十両12枚目 | 2011年5月技量審査場所             | 引退時の四股名は大成龍 |
| 9月場所  | 11人 | 琴裕将由拡     | 十両13枚目 | 2016年3月場所                     | 若者頭就任             |
| 11月場所 | 8人  |                |            |                                   |                        |

#### 引退相撲興行
- 2月4日 - 栃ノ心引退断髪披露大相撲（国技館）[156]
- 6月1日 - 石浦引退間垣襲名披露大相撲（国技館）[157]

##### 断髪式
- 2月11日 - 元関脇・逸ノ城（東武ホテルレバント東京）[158]
- 6月2日 - 元幕内・明瀬山（国技館）[159]
- 6月8日 - 元幕内・千代の国（国技館）[160]
- 6月23日 - 元幕内・照強（国技館）[161]
- 9月28日 - 元幕内・東龍（国技館）[162]

#### トーナメント大会
- 2月11日 - 日本大相撲トーナメント第48回大会（国技館）[163]
  - 幕内トーナメント優勝：豊昇龍智勝（立浪部屋）（初優勝）[164]
- 9月30日 - 第81回明治神宮例祭奉祝全日本力士選士権大会（国技館）
  - 第一部優勝：琴櫻将傑（佐渡ヶ嶽部屋）[165]

#### その他
- 2月10日 - 第56回NHK福祉大相撲（国技館）[166]
- 4月16日 - 能登半島地震復興支援勧進大相撲（国技館）[17]
- 12月23日 - 大相撲令和7年1月場所番付発表[167]

### アマチュア相撲

#### 国内大会
- 2月11日 - 第1回ドリームガールズ杯（すみだフットサルアリーナ）[168]
- 3月16日 - 17日 - 全国高等学校相撲選抜大会（高知県立春野総合運動公園相撲場）[169]
- 7月31日 - 8月2日 -  全国高等学校総合体育大会相撲競技大会（宇佐市総合運動場相撲場）[170]
- 8月4日 - 第39回わんぱく相撲全国大会（国技館）[171]
- 8月11日 - 第35回全国都道府県中学生相撲選手権大会（国技館）[172]
- 9月14日 - 全国学生相撲個人体重別選手権大会（大浜公園相撲場）[173]
- 10月6日 - 8日 - 国民スポーツ大会相撲競技（玄海町社会体育館）[174]
- 11月2日・3日 - 第102回全国学生相撲選手権大会（国技館）
  - 個人優勝（学生横綱）：トワードルジ・ブフチョローン（日本体育大学4年）[175]
  - 団体優勝 日本体育大学（3年ぶり8回目）[176]
- 12月1日 - 全日本相撲選手権大会（国技館）
  - 優勝（アマチュア横綱）：	池田俊（ソディック） [177]

#### 国際大会
- 2月12日 - 第14回白鵬杯（国技館）[178]

## 死去
- 1月13日 - 田中英壽（元アマチュア横綱、* 1946年【昭和21年】）[179]
- 1月21日 - 大和剛（最高位：前頭12枚目、所属：間垣部屋、* 1969年【昭和44年】）[180]
- 2月24日 - 琴ヶ嶽綱一（最高位：前頭筆頭、所属：佐渡ヶ嶽部屋、* 1952年【昭和27年】）[181]
- 3月10日 - 明武谷力伸（最高位：関脇、所属：高嶋部屋→吉葉山道場→宮城野部屋、* 1937年【昭和12年】）[182]
- 4月6日 - 曙太郎（第64代横綱、所属：東関部屋、* 1969年【昭和44年】）[183][184]
- 5月25日 - 大潮憲司（最高位：小結、所属：時津風部屋、* 1948年【昭和23年】）[185]
- 7月6日 - 木村山守（最高位：前頭7枚目、所属：春日野部屋、年寄：岩友、* 1981年【昭和56年】）[186]
- 8月28日 - 千代天山大八郎（最高位：小結、所属：九重部屋、* 1976年【昭和51年】）[187]
- 10月22日 - 旭國斗雄（最高位：大関、所属：立浪部屋、* 1947年【昭和22年】）[188]
- 11月12日 - 北の富士勝昭（第52代横綱、所属：出羽海部屋→九重部屋、* 1942年【昭和17年】）[189]